# Shōei Hasegawa
Shōei Hasegawa (in giapponese 長谷川昌泳?, Hasegawa Shouei; in coreano 이창영?, Lee Chang-YoungLR; 26 novembre 1982) è un ex giocatore di football americano e allenatore di football americano giapponese di origine coreana, che ha giocato come wide receiver.

## Palmarès
- 5 Rice Bowl (Ritsumeikan Panthers, 2002, 2003; Matsushita Electric Works/Panasonic Electric Works/Panasonic Impulse, 2004, 2007, 2008)
- 3 Koshien Bowl (Ritsumeikan Panthers, 2002, 2003; Nihon Phoenix, 2017)